# Lazarus Group
Lazarus Group (также известная как Guardians of Peace или Whois Team) — группа киберпреступников.  Специалисты по киберпреступности  приписывают группе множество кибератак и относят ее к типу «постоянная серьезная угроза». Специалисты по кибербезопасности используют для обозначения группы такие названия, как HIDDEN COBRA (Разведывательное сообщество США) и Zinc (Microsoft).
Lazarus Group известна своими связями с Северной Кореей и её участники по данным с даркнет ресурсов имеют связь с группировкой хакеров, которая была арестована ФБР и европейской полицией

## Известные атаки

### Киберограбление банка Бангладеш
Крупнейшее киберограбление произошло в 2016 году. Хакеры сделали тридцать пять фальшивых запросов через сеть SWIFT для незаконного перевода около 1 миллиарда долларов США со счета Федерального резервного банка Нью-Йорка, принадлежащего Центральному банку Бангладеш. По пяти из тридцати пяти запросов был успешно переведен 101 миллион долларов США, из которых 20 миллионов долларов были отправлены в Шри-Ланку и 81 миллион долларов США — на Филиппины. Федеральный резервный банк Нью-Йорка заблокировал оставшиеся тридцать транзакций на сумму 850 миллионов долларов США из-за подозрений, вызванных неправильным написанием инструкции. Эксперты по кибербезопасности заявили, что за атакой стояла базирующаяся в Северной Корее Lazarus Group .

### 2022 год
В марте 2022 года хакеры похитили 620 миллионов долларов (173 600 ETH и 25,5 млн USDC) у NFT-игры Axie Infinity, успешно атаковав кроссчейн-мост Ronin. Расследование ФБР связало атаку с Lazarus Group и северокорейской APT38. Вслед за этим Госдеп США назначил вознаграждение в 5 млн долларов за информацию о хакерских операциях Северной Кореи. 14 апреля 2022 года Управление по контролю за иностранными активами Минфина США включило Lazarus Group в список SDN. 
В июне Lazarus похитили около 100 млн долларов в различных криптовалютах у блокчейн-проекта Harmony, взломав кроссчейн-мост Horizon. 
Lazarus отмывали похищенные у Axie Infinity и Harmony средства через миксер-сервисы. Через Blender.io они пытались провести криптовалюту Axie Infinity на 20,5 млн долларов. За это власти США в мае 2022 наложили санкции на Blender. Через «миксер» Tornado Cash Lazarus пытались вывести 455 млн долларов, похищенных у Axie Infinity, и порядка 96 млн долларов криптоактивов Harmony. В августе минфин США ввёл санкции и против Tornado Cash. Блокировка «миксеров» сильно осложнила для Lazarus вывод средств. Аналитики Chainalysis отмечали, что к осени 2022 года большая часть украденных у Axie Infinity средств по-прежнему лежала неизрасходованной в криптовалютных кошельках хакеров. 
На протяжении 2022 года, по данным аналитиков Cisco Talos, Symantec и AhnLab, Lazarus систематически атаковали поставщиков энергии по всему миру, в том числе в США, Канаде и Японии. Их целью было получение долгосрочного доступа к закрытым сетям и последующая кража данных

### 2023 год
В июне 2023 года группировка похитила не менее 35 млн $ у пользователей криптокошелька Atomic Wallet. Из всей суммы 17 млн $ украли только всего с 5 адресов. Есть жертва, которая потеряла 7,95 млн USDT. В отчете компании рассказывается, что первой уликой, указывающей на Lazarus, является стратегия отмывания украденных активов, которая полностью соответствует схемам, которые исследователи наблюдали ранее. Вторая улика — использование криптовалютного миксера Sinbad для отмывания украденных средств, который группировка использовала и после взлома моста Harmony Horizon. Ранее Elliptic заявляла, что через Sinbad прошли десятки миллионов долларов, похищенных северокорейскими хакерами, которые явно доверяют этому сервису. Третьим и наиболее важным доказательством причастности Lazarus к атаке на Atomic Wallet является тот факт, что значительная часть украденной криптовалюты в итоге попала в кошельки, где хранятся доходы от предыдущих взломов Lazarus и которые предположительно принадлежат участникам группировки.

### 2025 год
21 февраля 2025 года криптовалютная биржа Bybit подверглась масштабной хакерской атаке, в результате которой злоумышленники похитили около 401 346 ETH (примерно $1,5 млрд). Атака была направлена на один из холодных мультиподписных кошельков биржи. Хакеры использовали сложную технику подмены данных транзакции, что позволило им обойти многоуровневую систему безопасности и вывести средства на неидентифицированный адрес. Генеральный директор Bybit, Бен Чжоу, подтвердил инцидент и заверил, что остальные кошельки биржи остаются в безопасности, а средства клиентов не пострадали. Биржа продолжает функционировать в обычном режиме, и операции по выводу средств доступны пользователям. Команда Bybit совместно с экспертами проводит расследование и обратилась к сообществу за помощью в отслеживании украденных активов. Этот инцидент стал крупнейшим взломом в истории криптовалютных бирж, превзойдя предыдущие случаи, такие как взлом Mt. Gox в 2011 году и Binance в 2022 году. 